# Anne Boyd
Anne Boyd (Sydney, 10 oktober 1946) is een Australische componiste en muzieklerares. Zij behaalde haar bachelorgraad (Bachelor of Art, Bsc, Honours) in muziek aan de Universiteit van Sydney, en promoveerde in compositie aan de Universiteit van York in Engeland. Daarna heeft zij gedoceerd aan de Universiteit van Sussex, Universiteit van Hongkong en Universiteit Sydney. Voor haar verdienste in muziek ontving zij een Orde van Australië
In vele composities van Boyd vindt men sterke Oost-Aziatische invloeden terug. Voorbeelden van die invloeden zijn onder andere Japanse muziek  met houten fluit en de Japanse court mode als de belangrijkste instrumenten en de Indonesische muziek met instrumenten als gamelan orchestra en the Balinese mode. Zij heeft verder "zangcycli", piano, choral en kamermuziek geschreven. Haar composities vindt men op Tall Poppies en ABC Classics labels.
Boyds worsteling voor het voortzetten en onderhoud van muziekcursus aan de Universiteit van Sydney werd gekenmerkt door haar optreden in de televisiedocumentaire Facing the Music.